# Комплекс правительственных зданий в Квачхоне (станция)
«Комплекс правительственных зданий в Квачхоне» (кор. 정부과천청사역 Чонбу-Квачхон-чхонсаёк) — подземная станция Сеульского метро на ветке Квачхон Четвёртой линии; это последняя станция в данном направлении на территории Квачхона (всего 5). Она представлена двумя боковыми платформами. Станция обслуживается корпорацией железных дорог Кореи (Korail). Расположена в квартале Пёрян-дон (адресː 2 Byeoryang-dong) города Квачхон (провинция Кёнгидо, Республика Корея). Как следует из названия, комплекс правительственных зданий Республики Корея в Квачхоне находится в непосредственной близости от станции. На станции установлены платформенные раздвижные двери.
분류: Станции метрополитена по алфавитуСтанции Пусанского метрополитена
Является главной станцией, обслуживающей город Квачхон.
Пассажиропоток — 12 155 чел/день (на 2013 год).
Станция была открыта 1 апреля 1994 года.
Это одна из 8 станций ветки Квачхон (Gwacheon Line) Четвёртой линии, которая включает такие станцииː Сонбави, Сеул-Реискос-парк, Сеул-Гранд-парк, Квачхон, Административный комплекс Квачхона, Индоквон, Пёнчхон, Помке. Длина линии — 11,8 км.